# Вулиця Михайла Максимовича (Сміла)
Вулиця Михайла Максимовича — проїзд у місті Сміла Черкаської області. З'єднує собою вулиці Графську та Орлова. Названа на честь видатного українського науковця, енциклопедиста і фольклориста, Михайла Максимовича.